# Aserbaidschanische Fußballnationalmannschaft (U-21-Männer)
Die aserbaidschanische U-21-Fußballnationalmannschaft ist eine Auswahlmannschaft aserbaidschanischer Fußballspieler. Sie unterliegt der Azərbaycan Futbol Federasiyaları Assosiasiyası (AFFA) und repräsentiert ihn auf der U-21-Ebene, in Freundschaftsspielen gegen die Auswahlmannschaften anderer nationaler Verbände, aber auch bei der Europameisterschaft des Kontinentalverbandes UEFA.
Spielberechtigt sind Spieler, die ihr 21. Lebensjahr noch nicht vollendet haben und die aserbaidschanische Staatsangehörigkeit besitzen. Bei Turnieren ist das Alter beim ersten Qualifikationsspiel maßgeblich.

## Geschichte
Die aserbaidschanische U-21-Fußballnationalmannschaft nahm im Jahr 1998 erstmals an der Qualifikation zu einer U-21-Fußball-Europameisterschaft teil. Bislang konnte sich die Mannschaft jedoch noch nie für eine europäische Endrunde qualifizieren. In bislang 52 Qualifikationsspielen gelangen der U21 Aserbaidschans gerade einmal drei Siege. Der erste Sieg konnte am 9. Oktober 1998 mit einem 2:1 gegen Ungarn eingefahren werden. Die zwei weiteren Siege folgten am 6. Oktober 2000 in Mazedonien mit 2:1, was zugleich den bisher einzigen Auswärtssieg der Mannschaft darstellt, sowie am 4. September 2001 im Heimspiel mit einem 1:0 erneut gegen die Mazedonier. Die aserbaidschanische Auswahl erlitt jedoch oftmals knappe, jedoch auch teilweise hohe Niederlagen gegen die spielstärksten Mannschaften des europäischen Kontinents. So unterlag Aserbaidschan im Heimspiel am 1. September 2000 mit 0:5 gegen Schweden. Die erste deutliche Niederlage hatten die Aserbaidschaner bereits am 25. März 1999 in Portugal einstecken müssen, als die Mannschaft mit 5:0 unterlag. Die größte Pleite erlebte die Mannschaft am 8. Juni 2009. Die Mannschaft blieb in England chancenlos und verlor mit 0:7.
In Qualifikationsspielen zu einer U-21-Fußball-Europameisterschaft absolvierte die Mannschaft bisher 52 Partien. Die Bilanz ist mit 3 Siegen, 11 Unentschieden und 38 Niederlagen negativ. Seit 2008 ist Bernhard Lippert Trainer der U-21-Auswahl Aserbaidschans.

### Teilnahme bei U-21-Europameisterschaften
| 1992–1998                    | nicht teilgenommen |
| 2000 in der Slowakei         | nicht qualifiziert |
| 2002 in der Schweiz          | nicht qualifiziert |
| 2004 in Deutschland          | nicht qualifiziert |
| 2006 in Portugal             | nicht qualifiziert |
| 2007 in den Niederlanden     | nicht qualifiziert |
| 2009 in Schweden             | nicht qualifiziert |
| 2011 in Dänemark             | nicht qualifiziert |
| 2013 in Israel               | nicht qualifiziert |
| 2015 in Tschechien           | nicht qualifiziert |
| 2017 in Polen                | nicht qualifiziert |
| 2019 in Italien & San Marino | nicht qualifiziert |
| 2021 in Slowenien & Ungarn   | nicht qualifiziert |
| 2023 in Rumänien & Georgien  | nicht qualifiziert |